# Гана на Светском првенству у атлетици на отвореном 2023.
Гана је учествовала на 19. Светском првенству у атлетици на отвореном 2023. одржаном у Будимпешти од 19. до 27. августа деветнаести пут, односно, учествовала је на свим првенствима до данас. Репрезентацију Гане представљало је 6 такмичара (2 мушкарца и 1 жена) који су се такмичили у 2 дисциплине (1 мушка и 1 женска). , 
На овом првенству такмичари Гане нису освојили ниједну медаљу. 

## Учесници
| Мушкарци: - Џозеф Пол Амоа — 200 м - Џејмс Деџи — 200 м | Жене: - Дебора Аква — Скок удаљ |

## Резултати

### Мушкарци
| Атлетичар      | Дисциплина | Лични рекорд | Квалификације     | Квалификације     | Полуфинале           | Полуфинале           | Финале               | Финале               | Детаљи |
| Атлетичар      | Дисциплина | Лични рекорд | Резултат          | Место             | Резултат             | Место                | Резултат             | Место                | Детаљи |
| -------------- | ---------- | ------------ | ----------------- | ----------------- | -------------------- | -------------------- | -------------------- | -------------------- | ------ |
| Џозеф Пол Амоа | 200 м      | 20,08        | 20.56(.551)       | 5. у гр. 6        | Није се квалификовао | Није се квалификовао | Није се квалификовао | 27 / 54 (57)         |        |
| Џејмс Деџи     | 200 м      | 19,79 НР     | Није завршио трку | Није завршио трку | Није се квалификовао | Није се квалификовао | Није се квалификовао | Није се квалификовао |        |

### Жене
| Атлетичарка | Дисциплина | Лични рекорд | Квалификације | Квалификације | Полуфинале | Полуфинале | Финале                | Финале       | Детаљи |
| Атлетичарка | Дисциплина | Лични рекорд | Резултат      | Место         | Резултат   | Место      | Резултат              | Место        | Детаљи |
| ----------- | ---------- | ------------ | ------------- | ------------- | ---------- | ---------- | --------------------- | ------------ | ------ |
| Дебора Аква | Скок удаљ  | 6,94 НР      | 6,50          | 12. у гр. Б   |            |            | Није се квалификовала | 19 / 34 (36) |        |